# Tomé de Jesús
Tomé de Jesús   (Lisboa, 1529 (Gregorià) - Marroc, 17 d'abril de 1582 (Gregorià)) nom de religiós de Tomé de Andrada va ser un predicador i religiós agustinià, escriptor místic i impulsor de la reforma de l'Orde de Sant Agustí.

## Biografia
Tomàs d'Andrada "pertanyia a una de les cases més il·lustres de Portugal". Educat pels Eremites de Sant Agustí, a quinze anys va ingressar a l'Orde de Sant Agustí, a Lisboa, i va completar els seus estudis a Coïmbra. Va ser nomenat mestre de novicis del convent. Molt zelós de la primitiva observança de l'orde, va intentar reformar-la, retornant-la a la seva austeritat original, però tot i tenir el suport del cardenal-infant Enric de Portugal i del seu mestre Luis de Montoya, va trobar una forta oposició al si de l'orde. Això no obstant, se'l considera un dels impulsors dels moviments que van conduir a la reforma que, en 1588, quan ja havia mort, va donar lloc a la congregació reformada dels agustins recol·lectes.
Va gaudir de predicament a la cort de Joan III de Portugal, a qui va assistir en morir, en 1578. Se'n conserva una carta seva que narra aquest episodi detalladament. El seu successor, Sebastià I de Portugal, va emprendre la campanya contra els musulmans del Marroc i va insistir al frare perquè li acompanyés.
Tomàs de Jesús va anar-hi i va treballar en el servei espiritual als soldats, fins que va caure pres després de la derrota d'Alcazarquivr (Ksar-el-kebir), en 1578. Va ser captiu d'un religiós musulmà, que va intentar convertir-lo primer amb la bondat i després amb la tortura. Mentre era pres, Tomàs va escriure el seu tractat Os trabalhos de Jesús, obra de tipus místic i contemplatiu sobre els patiments de Crist, que va servir de consol als seus companys de presó i és una de les grans obres de la prosa religiosa en portuguès.
L'ambaixador portuguès va intentar alliberar-lo i va aconseguir-ho, posant-lo sota la cura d'un mercader cristià. Tomàs de Jesús, però, va voler tornar a la presó de Sagena, on havia deixat 2.000 companys presos envers els quals sentia el deure d'atendre. Hi tornà i continuà el seu apostolat entre ells, aconseguint moltes conversions. Finalment, afeblit per les condicions de vida, les penitències i l'esforç, va morir a la presó el 17 d'abril de 1582.
Tomàs de Jesús va escriure el tractat llatí De contemplatione divina libri VI ("Sis llibres sobre la contemplació divina"), publicat per primera vegada a Colònia el 1684.